# Paralampona kiola
Paralampona kiola là một loài nhện trong họ Lamponidae. Loài này được phát hiện ở New South Wales và Vùng Thủ đô Úc.